# Jan Smeekens (sollevatore)
Johannes Godefridus Smeekens, detto Jan (Ginneken en Bavel, 13 luglio 1920 – Breda, 23 giugno 1980), è stato un sollevatore olandese.

## Carriera
Dopo aver praticato il calcio e l'atletica leggera, nel 1937 iniziò la carriera di sollevatore di pesi vincendo venti titoli olandesi tra il 1942 e il 1962. Partecipò a due edizioni dei Giochi olimpici, a Londra nel 1948 e a Helsinki nel 1952, piazzandosi in entrambi i casi al dodicesimo posto.
Partecipò ai campionati mondiali ed europei di Parigi del 1946, piazzandosi rispettivamente al decimo e al settimo posto. Nel 1951 a Milano vinse il titolo europeo dei medi, in una gara valevole anche per il campionato mondiale; la sua fu l'ultima medaglia d'oro conquistata da un sollevatore olandese.